# Emesene
L'Emesene è il territorio dell'antica Emesa. Secondo Plinio il Vecchio, questo territorio confinava con la Palmirene. David Schlumberger trovò nel 1936 nel Qasr al-Hayr al-Gharbi un cippo con un'iscrizione che “segna i confini tra i Palmireni « Adriani » e gli Emeseni e – non potendo risalire ad epoca anteriore al viaggio di Adriano a Palmira – potrebbe piuttosto discendere all'età di Antonino Pio”:
       Fin[es]
       inteṛ
Hadriano[s]
Palmyrenos
           et
[He]ṃesenos
“A differenza delle regioni costiere della Siria, l'Emesene presenta una scarsa ellenizzazione, nonostante l'uso piuttosto esteso, nelle iscrizioni, della lingua greca e un'ancora più debole romanizzazione.” Secondo Edgardo Badaracco, "Nell'Emesene si potevano riscontrare anche alcuni nomi personali iranici, frutto dei contatti culturali e degli scambi commerciali con l'area mesopotamica"